# Clumber Spaniel

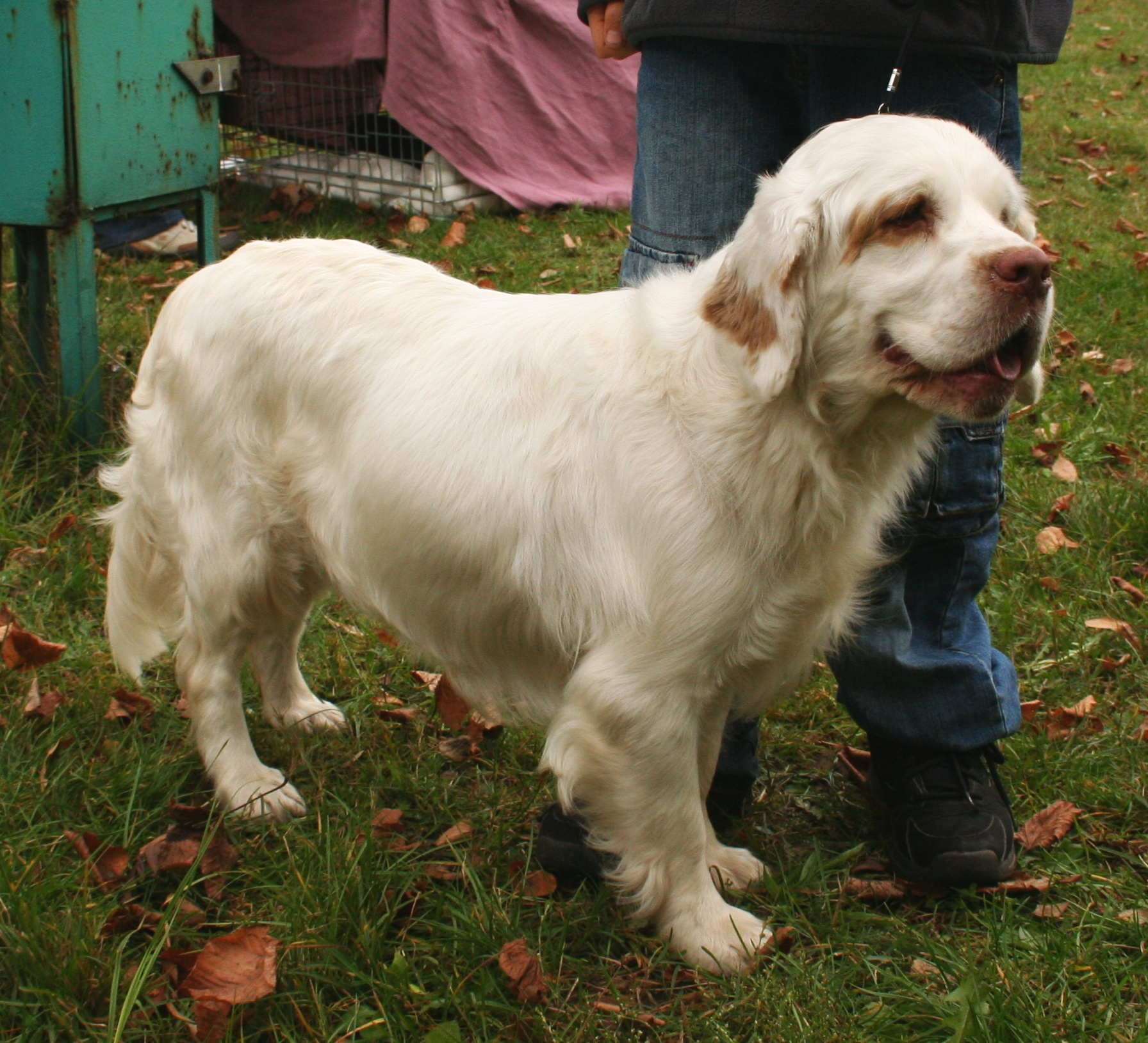
Clumber spaniel

Chó Clumber Spaniel là một loại chó cảnh có xuất xứ từ nước Pháp nổi bật với loại lông mượt và có màu sắc chanh hoặc cam và trắng. Chúng được phân loại là chủng chó săn kiêm chó thể thao với bản tính khỏe mạnh và tháp tùng đắc lực cho cuộc săn. Clumber Spaniel được sử dụng để săn gà lôi và gà gô, được cho đi săn theo bầy hoặc đơn lẻ và phù hợp với việc trong những hầm mỏ dưới đất. Nó cũng được huấn luyện để tha mồi.
Mặc dù nó khá chậm chạm hơn so với những dòng Spaniel khác, Clumber là một giống chó lao động yên lặng với chiếc mũi thính và sức chịu đựng dẻo dai và dù không được xếp hạng vào nhóm chó săn tai cụp thông dụng nhất nhưng giống Clumber vẫn được đánh giá cao, khi được tháp tùng các cuộc đi săn thể thao. Khả năng đánh hơi của chúng tốt, ngoài ra chúng còn chứng tỏ là giống chó săn đa năng hữu dụng, bền bỉ, giỏi chịu đựng.

## Lịch sử

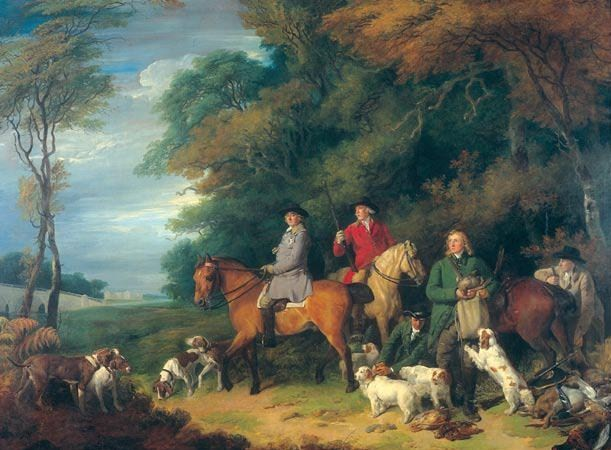
Bức họa về Clumber spaniel tháp tùng đoàn đi săn

Nguồn gốc của chúng chưa được minh xác một cách rõ ràng, nhưng tổ tiên của chúng hằng trăm năm về trước, đã được quận công xứ Newcatstle mang từ Pháp đến. Do đó, giống chó này được đặt tên theo lãnh địa của quận công là Clumber Park. Cái tên Clumber thu được do Quận Công của miền Newcastle sở hữu Công viên Clumber 3800 mẫu ở Nottinghamshire, Anh Quốc. Cái tên Clumber xuất xứ từ một cái tên cổ xưa, Clun, của một dòng sông địa phương.
Nhiều ghi chép cho biết nó là giống nặng nhất trong những con Spaniel, Clumber Spaniel được phát triển ở Pháp khoảng năm 1768 bởi quận công của xứ Noailles. Bị đe dọa bởi Cuộc cách mạng Pháp, ông ta chuyển tới Anh Quốc gần với gia đình, quận công xứ Newcastle, ở đây chó Clumber được triển lãm lần đầu vào thế kỷ 19. Nhiều vị vua Anh Quốc đã yêu thích giống này như Hoàng tử Albert, Vua Edward VII, Vua George V với những bức họa thu hoạch nho khắc họa những con chó lông trắng và da cam trông như những con Clumber nhỏ nhắn được sử dụng để đi săn thú nhỏ.
Mặc dù những tiêu chuẩn có sớm và những mô tả thực tế đề cập màu ưa chuộng là màu vàng chanh. Giống chó này được cho là tới Canada năm 1848 và vào Mỹ nơi mà nó được công nhận bởi AKC năm 1883. Clumber Spaniel là một trong những giống chó sớm nhất được công nhận bởi AKC, là một trong 9 giống chó đầu tiên. Mặc dù xuất hiện sớm Clumber không được ghi chép đầy đủ và không có bằng chứng cụ thể, nhiều người nói giống chó này có có thể có nguồn gốc liên quan tới những con chó săn Basset và loài St Bernard.

## Đặc điểm
Chúng là một giống chó to béo, có chiều cao 40,5-45,5 cm, trọng lượng 25-31,8 kg (trung bình) có con cân nặng đến 32 kg. Giống chó Clumber có vóc dáng bè, chắc nịch, nặng ký nhất so với các chó săn tai cụp. Ngực rộng và sâu. Nó sở hữu một chiếc đầu thủ vuông vắn và rộng rãi, mặt gãy với một chiếc mũi màu nâu. Cặp môi to, mõm rộng hợp cho việc tha mồi. Cặp mắt màu hổ phách tối và hơi sâu, đôi tai lớn có hình như chiếc lá nho, cụp hướng về phía trước, và được lông che phủ.
Cổ chúng dầy, nặng và nhiều lông ở phần họng, và đuôi có diềm lông ngắn. Huyền đề (móng phụ) thường được gỡ bỏ. Vai mạnh mẽ và săn chắc. Các chân ngắn, thẳng và khỏe khoắn. Tuổi thọ của chúng từ khoảng 10-12 năm tuổi. Một số con có thể mắc chứng thiếu calci (hoặc què quặt), và chứng loạn sản xương hông. Cũng như bệnh tiêu chảy, khô mắt. Chúng có xu hướng chảy giãi, ngáy và thở khò khè. Chúng rất hay nuốt những vật lạ, có xu hướng tăng cân dễ dàng, không nên cho ăn quá nhiều. Clumber có thể mắc chứng dị ứng da và bọ chét. Chúng cần được ăn kiêng với thịt cừu và gạo.
Lông chúng dày, thẳng và mượt trong màu trắng và vàng canh hoặc với những khoang màu cam. Chúng có bộ lông đặc trưng và chiếc đuôi thường là cộc, tuy nhiên việc cắt đuôi là không hợp lệ ở hầu hết những nước Châu Âu. Màu lông đa phần là trắng, kèm theo hoặc vàng chanh hoặc những khoang màu cam. Bộ lông chó Clumber không rậm như các giống chó săn khác. Màu lông đặc thù của giống Clumber Spaniel không thay đổi, gồm màu chanh và trắng, hoặc cam và trắng, những màu lạt được ưa thích. 

## Tập tính

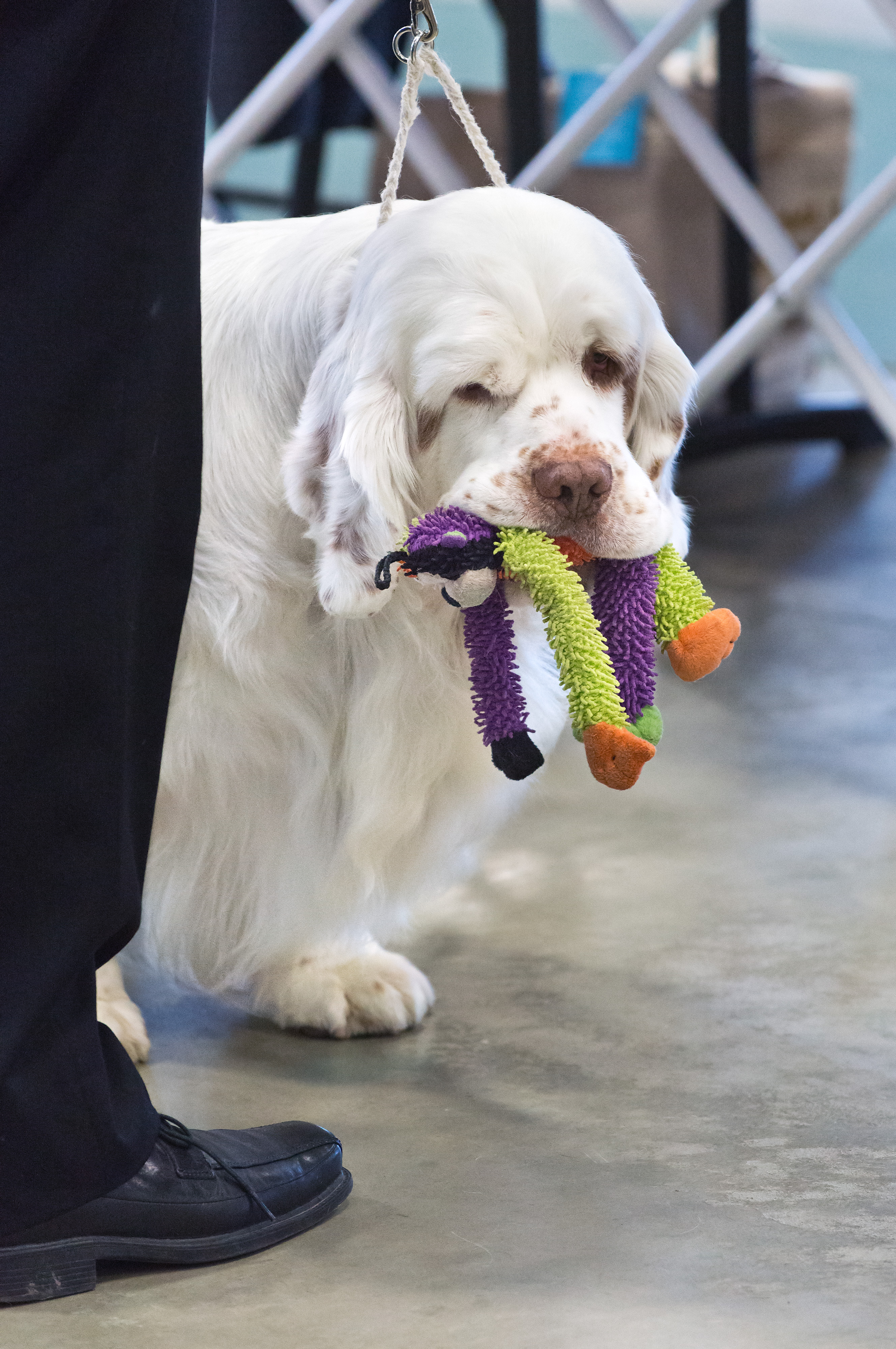
Clumber spaniel tại một Show diễn

Là một trong chín giống chó ban đầu được ghi tên bởi Hiệp hội chó giống Mỹ, Clumber Spaniel hòa đồng với con người và cả các loài vật khác. Chúng thích chơi đùa, quấn chủ và thích được đi dạo hàng ngày, tuy nhiên chúng không cần tập luyện quá nhiều. Clumber Spaniel được mô tả là một giống chó đáng yêu, khá thông minh, ngọt ngào, thanh lịch. Nằm trong số hầu hết những giống chó săn không chuyên.
Chúng rất đáng yêu và thích nô đùa, cợt giỡn. Nhưng chúng có xu hướng cư xử đúng mực và không hiếu động lắm khi đã trưởng thành. Những con Clumber sẽ hòa thuận với những con chó và mèo khác cũng như những vật nuôi nếu được nuôi từ nhỏ chúng. Nếu chúng cảm nhận thấy chủ nhân mềm yếu hoặc thụ động chúng có thể trở nên hơi khó bảo. Những con Clumbẻ thường rất quý trẻ nhỏ trong gia đình.Hòa nhập xã hội giúp chúng có thể làm quen với người lạ. Nên có một thứ đồ chơi để nó nhai.
Giống chó này phù hợp với chủ nhân lịch thiệp, không áp dụng những kỷ luật nặng nề. Chúng đơn giản sẽ không phản ứng lại, nhưng chúng cần một người chủ tự tin, trầm tĩnh nhưng vững vàng, biết cách xử sự với chúng đúng nguyên tắc. Chúng có một trí nhớ tốt và thích làm vừa lòng chủ nhân, cho nên việc huấn luyện không gặp khó khăn. Clumber có thể được sử dụng như chó săn. Chúng thích đi săn chim trĩ và chim nước, thực hiện việc tha mồi về một cách tự nhiên, và là một con chó lội nước tốt. 

## Chăm sóc
Clumber Spaniel sẽ thoải mái với cuộc sống căn hộ nếu chúng được vận động đầy đủ. Chúng rất thụ động trong nhà và một chiếc sân nhỏ là đủ cho nó. Chúng thoải mái hơn với thời tiết mát mẻ bởi vì bộ lông chúng rất rậm.Những con Clumber spaniels non phát triển rất nhanh và vô cùng hiếu động. Khi trưởng thành chúng phát triển chậm hơn đáng kể.
Chúng cần được đi dạo dài hàng ngày, thêm vào đó, một vài phút một ngày để chạy nhảy sẽ đáp ứng được nhu cầu vận động của một con Clumber spaniel trưởng thành và từ khi chúng yêu thích chạy nhảy, huấn luyện chúng sẽ dễ dàng. Chúng phù hợp với những người thích đi dạo thường xuyên. Khi đi dạo Clumber spaniel của bạn phải chạy sau xe đạp, không bao giờ được ở phía trước bởi bản năng mách bảo con chó rằng chủ nhân luôn dẫn đường, và chủ nhân là tối cao. Không chạy bộ với con chó trong thời tiết nóng nực. Giống chó này là những vận động viên bơi lội cừ khôi.
Bộ lông cần phải được chăm sóc thường xuyên với một chiếc bàn chải và lược. Những kỹ năng cắt tỉa lông là điều cần thiết. Đôi tai và mắt cần phải được làm sạch và tránh nhiễm khuẩn thường xuyên. Nhiều con có mùi hôi ở tai nhưng có những nước thơm đặc biệt để xua đi mùi này, xem cẩn thận kẽ chân của chó, sau khi thao dượt, nhất là những tháng hè. Phải lấy hết những hạt cỏ bám chặt vào bộ lông chân rậm rạp của nó, bằng không chúng có thể lọt vào kẽ chân, làm trầy xước da chân và thành vết thương đau nhức.
Nếu có quá nhiều lông ở tai, cần cắt tỉa bớt đi. Giống chó này rụng lông nhiều. Với bộ lông trắng với những đốm màu vàng chanh hay cam, chúng rụng lông quanh năm và thường có xu hướng chảy dãi, chảy nước mũi nhiều hơn các giống khác. Bộ lông của chúng cần được chăm sóc, chải cắt tỉa thường xuyên, nhất là khi lông mọc dài ra ở vùng tai, làm sạch đôi mắt và tai để tránh nguy cơ nhiễm trùng. Ở môi trường đô thị, Chó Clumber không hợp cho lắm, tuy nhiên nó thích ở những vùng phụ cận, nơi mà chúng có thể tập dượt.